# Municipio de Johnson (condado de Ripley, Indiana)
El municipio de Johnson (en inglés: Johnson Township) es un municipio ubicado en el condado de Ripley en el estado estadounidense de Indiana. En el año 2010 tenía una población de 3685 habitantes y una densidad poblacional de 25,88 personas por km².

## Geografía
El municipio de Johnson se encuentra ubicado en las coordenadas 39°3′36″N 85°14′43″O / 39.06000, -85.24528. Según la Oficina del Censo de los Estados Unidos, el municipio tiene una superficie total de 142.39 km², de la cual 141,47 km² corresponden a tierra firme y (0,65 %) 0,92 km² es agua.

## Demografía
Según el censo de 2010, había 3685 personas residiendo en el municipio de Johnson. La densidad de población era de 25,88 hab./km². De los 3685 habitantes, el municipio de Johnson estaba compuesto por el 98,29 % blancos, el 0,22 % eran afroamericanos, el 0,16 % eran amerindios, el 0,27 % eran asiáticos, el 0,16 % eran de otras razas y el 0,9 % eran de una mezcla de razas. Del total de la población el 0,52 % eran hispanos o latinos de cualquier raza.